# Friedrich Paschen
Louis Carl Heinrich Friedrich Paschen (22. ledna 1865 – 25. února 1947) byl německý fyzik, známý pro svou práci v oblasti elektrických výbojů. Rovněž je známý díky Paschenově sérii, sérii spektrálních čar vodíku v infračervené oblasti, kterou poprvé pozoroval v roce 1908. Ustavil nyní široce používanou Paschenovu křivku ve svém článku "Über die zum Funkenübergang v Lufte, Wasserstoff und Kohlensäure bei verschiedenen Drücken erforderliche Potentialdifferenz". Dále je znám pro Paschenův-Backův efekt, což je Zeemanův jev pro nelineární vysoká magnetická pole.

## Život
Paschen se narodil v Schwerinu v Mecklenbursku-Schwerinu. Mezi roky 1884 a 1888 studoval na univerzitách v Berlíně a Štrasburku, následně se stal asistentem na akademii v Münsteru. V roce 1893 se stal profesorem na Technické akademie v Hannoveru a poté profesorem fyziky na Univerzitě v Tübingenu v roce 1901. Sloužil jako prezident Physikalisch-Technischen Reichsanstalt v období 1924-1933 a v roce 1925 se stal čestným profesorem na Univerzitě v Berlíně.
Během druhé světové války u něj pobývala čínská vědkyně He Zehui, kterou si velmi oblíbil. S jeho pomocí byla představena Waltherovi Bothemu, který vedl Kaiser Wilhelm Institute v Heidelbergu.
Paschen učil v Berlíně až do své smrti v Postupimi v roce 1947.